# رينيه فرانسوا غوتييه
رينيه فرانسوا غوتييه (بالفرنسية: René François Gautier)‏ هو سياسي فرنسي، ولد في 25 أبريل 1851 في فرنسا، وتوفي في 30 أغسطس 1936 في باريس في فرنسا. انتخب نائب فرنسي.